# Улица Вострухина
У́лица Востру́хина — улица в Юго-Восточном административном округе города Москвы на территории районов Выхино-Жулебино и Рязанский. Расположена между Рязанским проспектом и Казанским направлением МЖД.
Нумерация домов начинается от Рязанского проспекта.

## Происхождение названия
Улица названа в 1966 году в честь Петра Михайловича Вострухина (1921—1943) — Героя Советского Союза, лётчика-истребителя, участника воздушных боёв под Москвой, лично сбившего 15 самолётов противника.

## Учреждения и организации
На улице находятся городская поликлиника № 167 и детский сад № 2003.

## Транспорт
По улице проходят автобусные маршруты № Вк, 159, 371, 551. Ближайшая станция метро —  Рязанский проспект, а также платформа «Вешняки» Казанского направления МЖД.